# 埃德曼豪森
埃德曼豪森是德国巴登-符腾堡州的一个市镇。总面积8.71平方公里，总人口4727人，其中男性2364人，女性2363人（2011年12月31日），人口密度543人/平方公里。